# Władysław Mikuszewski
Władysław Mikuszewski (ur. 1904, zm. 1940 w Kijowie) – polski prawnik, specjalista prawa cywilnego, nauczyciel akademicki, sędzia, ofiara zbrodni katyńskiej.

## Życiorys
Urodził się w marcu 1904 lub 8 kwietnia 1904 jako syn Jana i Emilii. Ukończył studia na Wydziale Prawa Uniwersytetu Jana Kazimierza we Lwowie. Podczas studiów był założycielem polskiej korporacji akademickiej Leopolia i prezesem w roku akademickim 1926/1927. Działał także w Organizacji Młodzieży Monarchistycznej.
Po studiach początkowo był starszym asystentem przy Katedrze Prawa Narodów, kierowanej przez Ludwika Ehrlicha. Później był starszym asystentem prof. Kamila Stefko w Zakładzie Prawa Procesowego Cywilnego na Wydziale Prawa UJK do 1939. Uzyskał stopień doktora, a następnie docenta pod kierunkiem prof. K. Stefko. Zawodowo pracował jako sędzia Sądu Grodzkiego we Lwowie i Sądu Apelacyjnego we Lwowie. Pełniąc stanowisko sędziego grodzkiego we Lwowie 20 kwietnia 1939 uzyskał habilitację jako docent prawa procesowego cywilnego na Wydziale Prawa UJK. 
Po wybuchu II wojny światowej, kampanii wrześniowej i agresji ZSRR na Polskę z 17 września 1939 oraz kapitulacji Lwowa został działaczem konspiracyjnej działalności Związku Demokratycznego Docentów i Asystentów UJK od października 1939 (wraz z nim m.in. inni pracownicy naukowi Wydziału Prawa: Zenon Wachlowski – główny działacz, Kazimierz Grzybowski). Po przemianowaniu uczelni na Lwowski Państwowy Uniwersytet im. Iwana Franki decyzją władz sowieckich został zatrudniony na stanowisku laboranta w Katedrze Prawa Cywilnego (kierowanej przez prof. Kazimierza Przybyłowskiego) na Wydziale Prawa (podobnie jak inni polscy pracownicy naukowi w tym czasie, np. prof. Marian Zimmermann). Został aresztowany przez funkcjonariuszy NKWD w związku z antysowiecką działalnością konspiracyjną w marcu lub w kwietniu 1940 (dzień wcześniej aresztowano dr. Z. Wachlowskiego). Był osadzony we lwowskim więzieniu Brygidki. Na wiosnę 1940 został zamordowany przez NKWD. Jego nazwisko znalazło się na tzw. Ukraińskiej Liście Katyńskiej opublikowanej w 1994 (został wymieniony na liście wywózkowej 71/1-43 oznaczony numerem 1933). Został pochowany na otwartym w 2012 Polskim Cmentarzu Wojennym w Kijowie-Bykowni.
Na początku lat 80. członkowie rodziny Władysława Mikuszewskiego, przebywający w Anglii, nadal nie znali jego losu i poszukiwali informacji o tym, co stało się z nim po aresztowaniu w 1940. Zenon Wachlowski także został ofiarą zbrodni katyńskiej na obszarze obecnej Ukrainy.

## Publikacje
- Opinie doradcze Stałego Trybunału sprawiedliwości międzynarodowej (1933)[15][16]
- Interpretacja traktatów przez sądy polskie (1934)[17]
- Ograniczenie dopuszczalności dowodu ze świadków w prawie polskim (1938)[18]
- Dopuszczalność umów regulujących sposób prowadzenia dowodów w procesie (1939)[19]